# Дальварзін
Дальварзін (узб. Далварзин, Dalvarzin) — міське селище в Узбекистані, в Алтинкульському районі Андижанської області.
Статус міського селища з 2009 року.